# Ryan Kamp
Ryan Kamp (Breda, 12 december 2000) is een Nederlands veldrijder die anno 2020 rijdt voor de Belgische ploeg Pauwels Sauzen-Bingoal. In 2023 werd hij Wereldkampioen gemengde estafette.
Bij de beloften werd Kamp Wereldkampioen in 2020, Europees Kampioen in 2020 en 2021, en Nederlands kampioen in 2019 en 2020.
Van 2019 tot en met 2023 reed Kamp voor de Belgische ploeg Pauwels Sauzen-Bingoal. Voor 2024 regelden de gebroeders Roodhooft een shirt, een fiets en een salaris.

## Palmares

### Veldrijden

#### Resultatentabel elite
| Seizoen   |     | WK  | EK  | NK |     | Klassementen | Klassementen | Klassementen | Klassementen |       | UCI- ranking |    | Podia | Podia | Podia | Aantal crossen |
| Seizoen   | WB  | WK  | EK  | NK | SP  | Trofee       | Copa         | Goud         | Zilver       | Brons | UCI- ranking |    |       |       |       | Aantal crossen |
| --------- | --- | --- | --- | -- | --- | ------------ | ------------ | ------------ | ------------ | ----- | ------------ | -- | ----- | ----- | ----- | -------------- |
| 2022-2023 |     | 22e | 13e | ↑  |     | 17e          | 13e          | 18e          | 19e          |       | 21           |    | 3     | 1     | 3     | 32             |
| 2023-2024 | 19e | 4e  | 4e  | 9e | 18e | 31e          | –            | –            | 1            | –     | –            | 13 |       |       |       |                |
| 2024-2025 |     | DNS | 4e  |    |     |              |              |              |              | 1     |              | 1  |       |       |       |                |
| Totaal    |     | –   | –   | –  |     | –            | –            | –            | –            |       | –            |    | 4     | 2     | 3     | 46             |

#### Podiumplaatsen elite
| Legenda                       |
| ----------------------------- |
| Wereldkampioenschappen        |
| Continentale kampioenschappen |
| Nationale kampioenschappen    |
| Wereldbeker                   |
| Superprestige                 |
| Trofee                        |
| Overige veldritten            |

| Nr.           | Seizoen       | Datum         | Veldrit                          | Cat.          | Wedstrijdserie |
| Overwinningen | Overwinningen | Overwinningen | Overwinningen                    | Overwinningen | Overwinningen  |
| ------------- | ------------- | ------------- | -------------------------------- | ------------- | -------------- |
| 1.            | 2022-2023     | 08-10-2022    | Gran Premio Ciudad de Pontevedra | C1            | Copa de España |
| 2.            | 2022-2023     | 09-10-2022    | Ciclocross Xaxancx, Marín        | C2            | Overige (#1)   |
| 3.            | 2022-2023     | 16-10-2022    | Grote Prijs Oisterwijk           | C2            | Overige (#2)   |
| 4.            | 2023-2024     | 07-12-2023    | Cyclocross Rucphen               | C2            | Overige (#3)   |
| 2e plaatsen   |               |               |                                  |               |                |
| 1.            | 2022-2023     | 21-01-2023    | Kasteelcross, Zonnebeke          | C2            | Exact Cross    |
| 2.            | 2024-2025     | 9-10-2024     | Cyclocross Rucphen               | C2            | Overige        |
| 3e plaatsen   |               |               |                                  |               |                |
| 1.            | 2022-2023     | 25-10-2022    | Nacht van Woerden                | C2            | Overige (#1)   |
| 2.            | 2022-2023     | 15-01-2023    | NK veldrijden, Zaltbommel        | CN            | -              |
| 3.            | 2022-2023     | 08-02-2023    | Parkcross, Maldegem              | C2            | Overige (#2)   |

- Wereldkampioen gemengde estafette 2023

#### Resultaten in de jeugd
| Seizoen   | Wereldbeker         | Superprestige                     | DVV trofee     | WK       | EK       | NK       | Overige                                    | Totaal aantal zeges |
| Junioren  | Junioren            | Junioren                          | Junioren       | Junioren | Junioren | Junioren | Junioren                                   | Junioren            |
| --------- | ------------------- | --------------------------------- | -------------- | -------- | -------- | -------- | ------------------------------------------ | ------------------- |
| 2016-2017 |                     |                                   |                | 11e      | -        | ↑        |                                            | 0                   |
| 2017-2018 |                     | Gieten, Ruddervoorde, Hoogstraten |                | ↑        | 4e       | ↑        | Eeklo, Woerden, Huijbergen, Rucphen, Essen | 9                   |
|           |                     |                                   |                |          |          |          |                                            |                     |
| Totaal    |                     | 3                                 |                |          |          | 1        | 5                                          | 9                   |
| Beloften  |                     |                                   |                |          |          |          |                                            |                     |
| 2018-2019 |                     |                                   |                | 7e       | 17e      | ↑        |                                            | 1                   |
| 2019-2020 | Nommay, Hoogerheide |                                   | Ronse, Brussel | ↑        | 8e       | ↑        |                                            | 6                   |
| 2020-2021 |                     |                                   |                | ↑        | ↑        |          |                                            | 1                   |
| 2021-2022 |                     |                                   |                | 6e       | ↑        | ↑        |                                            | 1                   |
|           |                     |                                   |                |          |          |          |                                            |                     |
| Totaal    | 2                   |                                   | 2              | 1        | 1        | 2        |                                            | 8                   |